# Tam, kjer murke cveto (album)
Tam, kjer murke cveto je prvi studijski album ansambla Kvintet Avsenik, izdan na območju Slovenije in Jugoslavije, ki je leta 1959 izšel pri založbi Jugoton. Na njem so uspešnice kot so "Tam, kjer murke cveto", "Na mostu", "Moj očka 'ma konjička dva" in "Prelepa Gorenjska". Sicer pa je to njihov drugi zaporedni album, enega so pred tem že izdali za nemški trg, v nemškem jeziku, izdan pri založbi Telefunken.

## Ozadje
Prav naslovna melodija je Slavku povzročala veliko preglavic. Tisti čas sta z ženo Brigito živela na Ježici, kjer je v sosednji sobi spal brat Vilko. Prvi del že omenjene skladbe je Slavku na harmoniki lepo stekel, pri drugem delu pa se mu je zataknilo. Sredi noči pa se je v kuhinji, kjer je Slavko vadil, kot nalašč prikazal brat Vilko in mu sugeriral kako naj dokonča to melodijo. In tako je nastal valček, ki je bil obema bratoma takoj všeč. Takoj naslednji dan sta se s to melodijo odpravila do Ferrya Souvana, pisca besedil, mu predlagala tematiko, ta pa je tekst napisal v enem dnevu. 
Skladba, ki je tako težko prišla na dan je pozneje pošteno burila duhove po vsem svetu, saj so brata Avsenik po krivem obsodili plagiatorstva. Američan Johhny Peacon je dal melodiji naslov "Uspavanka", ki jo je izdal na plošči v Ameriki in se podpisal kot avtor, misleč da gre za narodno pesem, a se je kasneje opravičil. Pesem je pa je čez lužo postala pravi hit polke v clevelandskem stilu. 
Ta pesem je pri njiju pustila veliko grenkobe, saj govori o krvavih dogodkih iz druge svetovne vojne (»…ti dolina zelena, s krvjo prepojena, oj, Draga, te vedno bom ljubil, nikoli pozabil ne bom…« ), zato je to edina njuna pesem, ki je nista pustila prevesti in izvajati v nemškem jeziku, ampak so to skladbo na germanskem področju zmeraj izvajali samo kot instrumental.

## Sodelujoči

#### Kvintet Avsenik
- Slavko Avsenik – harmonika
- Franci Teržan – klarinet
- Franc Košir – trobenta
- Lev Ponikvar – kitara
- Mik Soss – bariton

#### Spremljava
- Danica Filiplič – vokal (A1, A2, A4, B1, B2, B3)
- Marija Ahačič Pollak – vokal (A3, B2)
- Franc Koren – vokal (A1, B1, B3, B4)

#### Produkcija
- Vilko Ovsenik - producent, aranžer (A1, A2, A3, A4, B1, B2, B3, B4)
- Slavko Avsenik – avtor glasbe (A1, A2, A4, B2, B4)
- Ferry Souvan – avtor besedila (A2, A4, B2, B4)

## Seznam skladb
| A stran         | A stran                                  | A stran         | A stran                       | A stran           | A stran |
| Št.             | Naslov                                   | Besedilo        | Glasba                        | Vokal             | Dolžina |
| --------------- | ---------------------------------------- | --------------- | ----------------------------- | ----------------- | ------- |
| 1.              | „So mam'ca mi djali‟ (polka)             |                 | Slavko Avsenik, Vilko Ovsenik | Filiplič in Koren | 2:48    |
| 2.              | „Tam, kjer murke cveto‟ (valček)         | Ferry Souvan    | Slavko Avsenik, Vilko Ovsenik | Filiplič          | 2:35    |
| 3.              | „Čujte me, čujte, mamica vi‟ (polka)     | ljudsko         | slovenska narodna             | Ahačič            | 2:18    |
| 4.              | „Moj rodni kraj, moj rodni dom‟ (valček) | Ferry Souvan    | Slavko Avsenik, Vilko Ovsenik | Filiplič          | 2:05    |
| Skupna dolžina: | Skupna dolžina:                          | Skupna dolžina: | Skupna dolžina:               | Skupna dolžina:   | 9:46    |

| B stran         | B stran                             | B stran         | B stran                       | B stran            | B stran |
| Št.             | Naslov                              | Besedilo        | Glasba                        | Vokal              | Dolžina |
| --------------- | ----------------------------------- | --------------- | ----------------------------- | ------------------ | ------- |
| 1.              | „Moj očka 'ma konjička dva‟ (polka) | ljudsko         | slovenska narodna             | Filiplič in Koren  | 2:10    |
| 2.              | „Na mostu‟ (valček)                 | Ferry Souvan    | Slavko Avsenik, Vilko Ovsenik | Filiplič in Ahačič | 2:50    |
| 3.              | „Pa se sliš‟ (valček)               | ljudsko         | slovenska narodna             | Filiplič in Koren  | 2:03    |
| 4.              | „Prelepa Gorenjska‟ (valček)        | Ferry Souvan    | Slavko Avsenik, Vilko Ovsenik | Koren              | 2:55    |
| Skupna dolžina: | Skupna dolžina:                     | Skupna dolžina: | Skupna dolžina:               | Skupna dolžina:    | 10:58   |